# Stazione Nivy

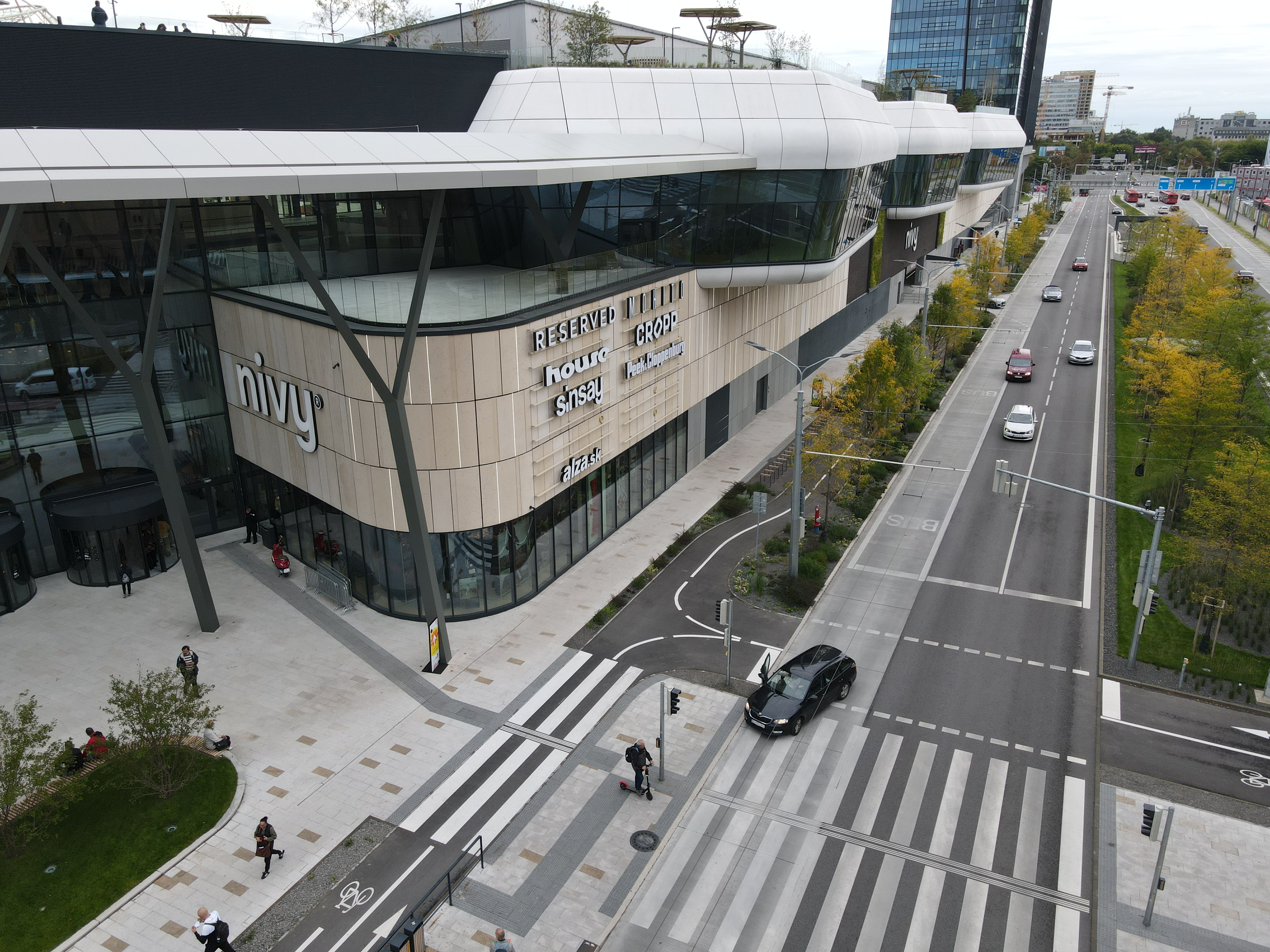
La stazione Nivy, l'ingresso principale da Mlynské nivy

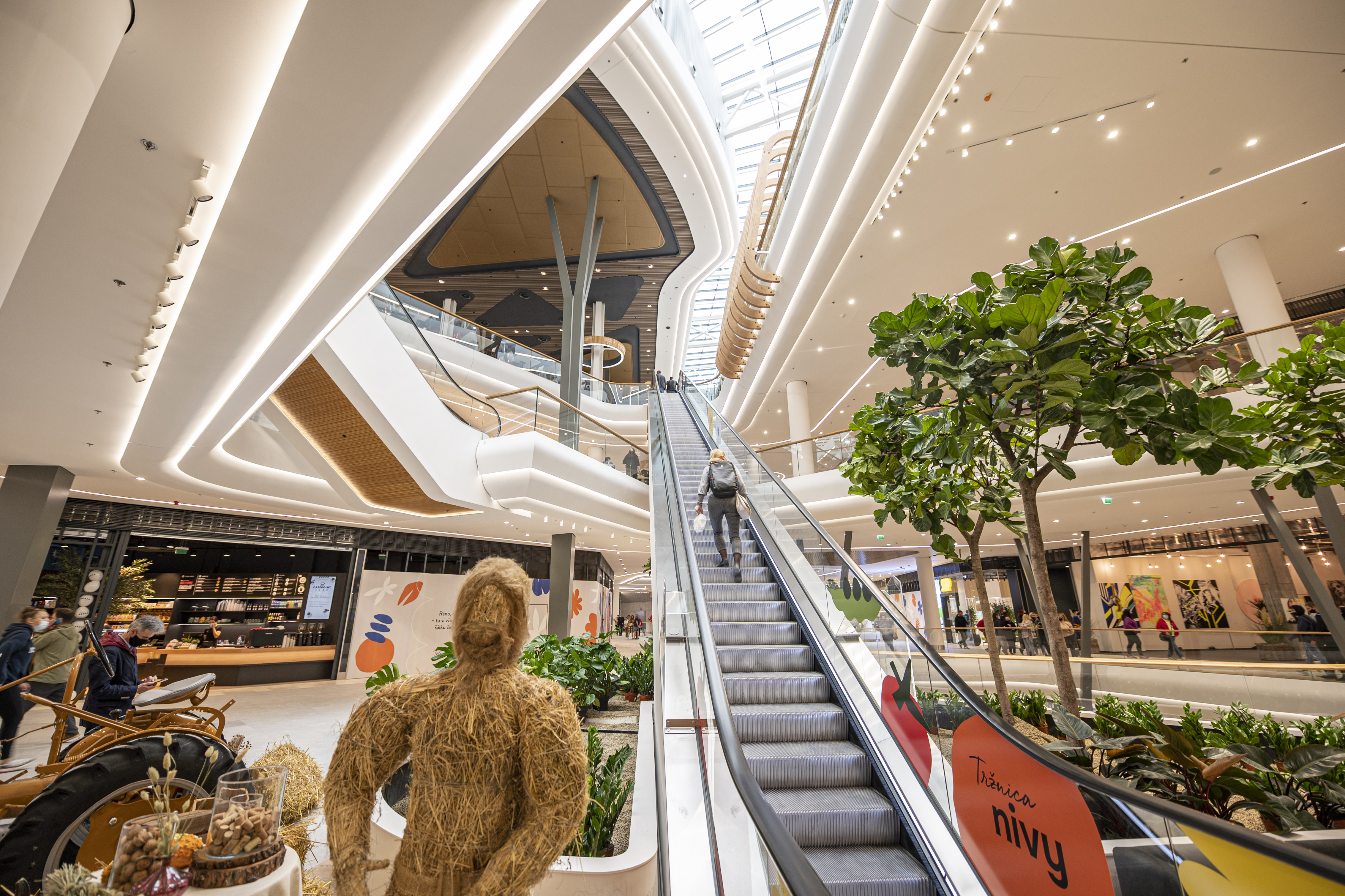
Interno della stazione

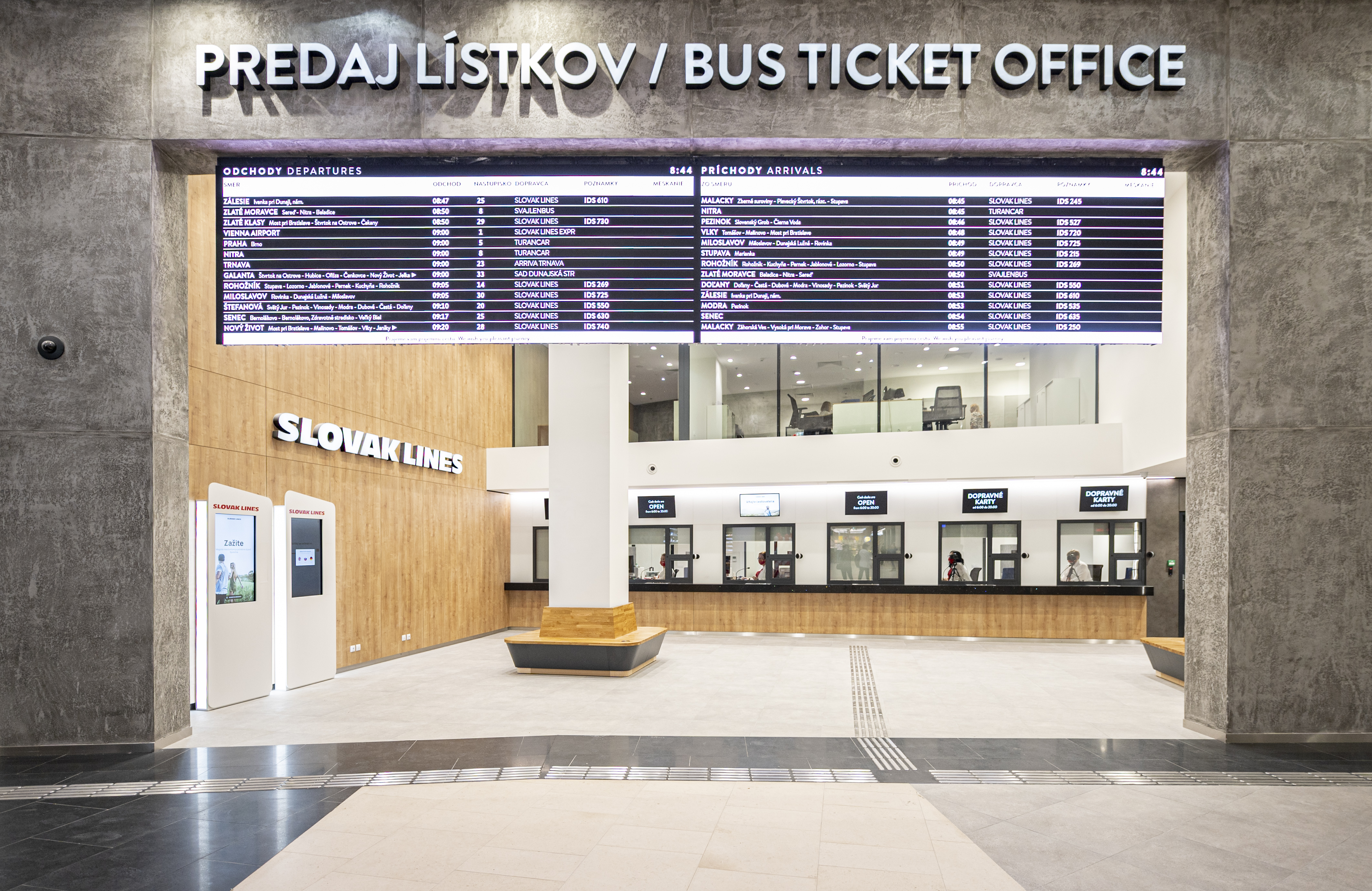
Biglietterie degli autobus

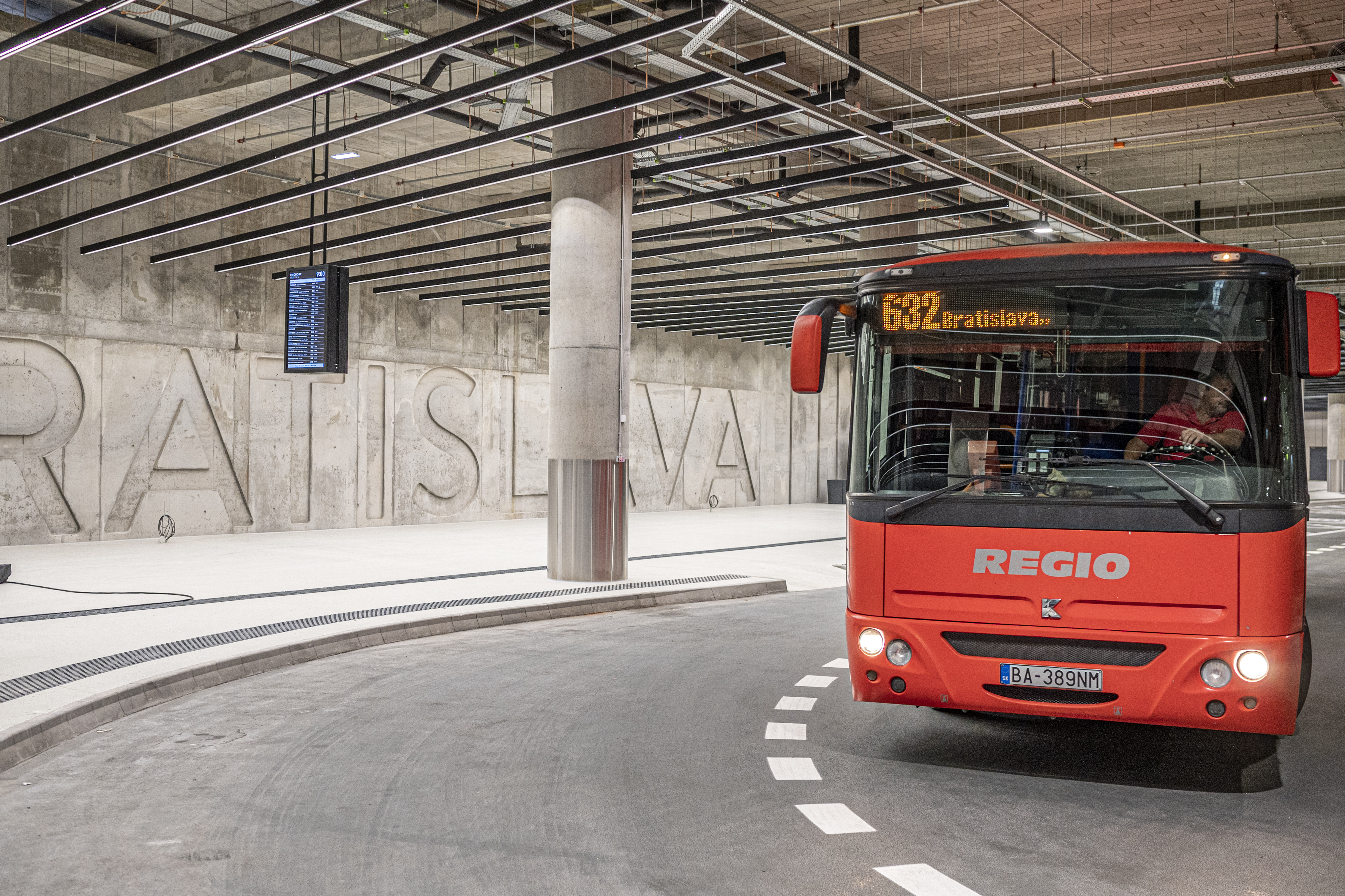
Stazione degli autobus al primo piano interrato

Stazione Nivy (slovacco: Stanica Nivy), conosciuto anche come Nivy Centrum, Autostazione Nivy (slovacco: Autobusová stanica Nivy), o semplice Nivy, è un edificio multifunzionale costituito da una stazione degli autobus, un centro commerciale e un market nell’agglomerato urbano di Bratislava in via Mlynské nivy, comune di Ružinov, quartiere Nivy. La costruzione si trova sul sito dell'originale stazione principale degli autobus di Bratislava che è stata demolita alla fine del 2017 e la data di completamento provvisoria era originariamente fissata per il 2020.
A causa della pandemia di COVID-19, il termine è stato spostato passando a settembre 2021 La costruzione è stata eseguita dalla società HB Reavis, che partecipa anche alla costruzione di una nuova zona urbana denominata Nové Nivy, in cui è situato il complesso.

## Caratteristiche
L'edificio si sviluppa su cinque piani fuori terra e due interrati. Al primo piano interrato c’è un'area di circa 30.000 mq della stazione stessa, al secondo parcheggio. La stazione degli autobus dispone di oltre 2.000 posti auto. Circa la metà sono nel seminterrato. L'edificio ospita banchine autobus e registratori di cassa, esercizi commerciali, mercato e servizi su tre piani e il tetto verde dell'edificio con parco e marciapiedi. Ai margini del complesso si trova una torre uffici alta 125 metri, che è stata inaugurata insieme all'apertura dell'edificio della stazione di Nivy.